# Río Tambre
El río Tambre (antiguo Tamaris) es un río costero del noroeste de la península ibérica que discurre por Galicia, España. Forma parte de la vertiente atlántica y transcurre en su totalidad por la provincia de La Coruña. Tiene una longitud de 125 km y drena una cuenca de 1531 km². Tiene un régimen pluvial-oceánico y sus principales afluentes son el Dubra y el Barcala.

## Curso
El Tambre nace en la Fonte das Areas, perteneciente a la parroquia de Codesoso, municipio de Sobrado. Pasa por la parroquia de Tremoedo y Oubiña, municipio de Sobrado, y fluye en dirección suroeste hasta su desembocadura en el océano Atlántico, formando un estuario antes de abrirse en la ría de Muros y Noya. El río atraviesa los municipios coruñeses de Sobrado, Curtis, Vilasantar, Boimorto, Mesía, Frades, Arzúa, El Pino, Oroso, Órdenes, Trazo, Tordoya, Santiago de Compostela, Valle del Dubra, Ames, La Baña, Brión, Negreira, Outes y Noya.
El río Tambre está embalsado en su curso bajo en el embalse de Barrié de la Maza. En 2001 fue declarado lugar de importancia comunitaria (LIC). En su recorrido se encuentran dos puentes de singular belleza: uno en Ponte Maceira, cerca de Negreira entre los ayuntamientos de Negreira y Ames, en la parroquia de Agrón, y otro en su estuario, en Ponte Nafonso, entre los ayuntamientos de Outes y Noya.
Aparece descrito en el decimocuarto volumen del Diccionario geográfico-estadístico-histórico de España y sus posesiones de Ultramar de Pascual Madoz con las siguientes palabras:

TAMBRE: r. en la prov. de la Coruña: nace en el part. jud. de Arzua y falad N. del monte de Bocelo, en térm. de la felig. de San Miguel de Codesozo, enriqueciéndose con las aguas que bajan de la altura de Curtis, que se le unen en San Pedro de Présaras; desde aqui marcha con direccion de E. á O. al puente de Castro, y mas abajo cambia su curso al S. hasta térm. de Sta. Maria de Buazo, donde vuelve á su ant. giro de E. á O. hasta recibir por la der. al r. Maruzo, procedente de los montes de la Tieira; pasa el puente de Carneiro y se le incorpora por la misma orilla el Salmo, que trae origen de las vertientes de Visantoña y Mesia; baja al S. al puente de Caniza, y recibiendo las aguas del Mera por la izq., cambia su curso al N. y con tortuoso giro se inclina al OE., cruzando el camino de Santiago á la Coruña por el puente de Sigueiro; desde alli continúa á la barca de Burto, recibiendo en el tránsito por la der. las aguas de la sierra de Monte-mayor que se reunen en los puertos de Santalla, y marcha á buscar al r. Dubra, que recibe por la der. mas abajo del puente Portomouro: continúa por el part. jud. de Negreira dejando á la der. la cap. y corre entre Lañayo y Vicezo, desde donde marcha al SO. bañando á Lueiro por la der. y á Cornada por la izq., y pasando por el S. de Peñajarpal llega al l. y puente Don-Alonso, para desembocar en la ria de Noya; en su curso proporciona algun regadio, da impulso á varios molinos y ofrece bastante pesca, que mejora en número y calidad conforme se va aproximando al Océano. Llamóse ant. este r. Tamara, como se lee en Ptolomeo, ó Tamaris como en Mela: fue denominante de los pueblos tamaricos, parcialidad de la ant. nacion Calaica.
(Madoz, 1849, p. 586)

## Afluentes
- río Grande
- río Batán
- río Cabalar
- río Pequeno
- río Maruzo
- río Noa
- río Samo
- río Mera
- río Cabeceiro
- río Lengüelle
- río Sionlla
- río Dubra
- río Barcala
- río Corzán
- río Xallas
- río Pego
- río Laxoso
- río Donas

## Historia
En la época romana, el río era conocido como Támaris, que fue el origen del nombre de la dinastía de los Trastámara.